# Pseudohorus transvaalensis
Espèce
Synonymes
- Minniza transvaalensis Beier, 1956

Pseudohorus transvaalensis est une espèce de pseudoscorpions de la famille des Olpiidae.

## Distribution
Cette espèce se rencontre en Afrique du Sud et au Zimbabwe.

## Description
L'holotype mesure 3 mm.

## Liste des sous-espèces
Selon Pseudoscorpions of the World (version 3.0) :
- Pseudohorus transvaalensis fenestratus Beier, 1966
- Pseudohorus transvaalensis transvaalensis (Beier, 1956)

## Étymologie
Son nom d'espèce, composé de transvaal et du suffixe latin -ensis, « qui vit dans, qui habite », lui a été donné en référence au lieu de sa découverte, le Transvaal.

## Publication originale
- Beier, 1956 : Eine neue Minniza (Pseudoscorp.) aus Transvaal. Entomologische Berichten, Amsterdam, vol. 16, p. 29-30 (texte intégral).
- Beier, 1966 : Ergänzungen zur Pseudoscorpioniden-Fauna des südlichen Afrika. Annals of the Natal Museum, vol. 18, p. 455-470 (texte intégral).